# Четвериков, Иван Николаевич
 Иван Николаевич Четвериков  (род. 16.01.1946) — бригадир токарей механосборочного цеха Ждановского завода технологического оборудования медицинской промышленности Министерства медицинской и микробиологической промышленности СССР, Донецкая область Украинской ССР, полный кавалер ордена Трудовой Славы (03.06.1986).

## Биография
Родился 16 января 1946 года на станции Охочевка Щигровского района Курской области в семье рабочего железной дороги.
Окончил 11 классов средней школы и педагогические курсы преподавателей физики и математики. Работал учителем.
В 1968—1993 годах года токарем, а затем бригадиром токарей механосборочного цеха № 3 завода технологического оборудования медицинской промышленности в городе Жданов (с 1989 года — Мариуполь) Донецкой области Украинской ССР (с 1991 года — Украина, с 2022 года — Россия).
Указами Президиума Верховного Совета СССР от 11 марта 1976 года и от 31 марта 1981 года награждён орденами Трудовой Славы 3-й и 2-й степеней.
Указом Президиума Верховного Совета СССР от 3 июня 1986 года Четвериков Иван Николаевич награждён орденом Трудовой Славы 1-й степени. Стал полным кавалером Трудовой Славы.
В 1994—1998 годах трудился в концерне «Азовмаш», а затем — в цехе ремонта прокатного оборудования Мариупольского металлургического комбината (ЦРПО ММК) имени Ильича.
За высокопроизводительный, творческий труд, активное участие в общественной жизни города 3 сентября 1987 года присвоено звание Почётный гражданин города Жданов (03.09.1987).
Жил в Мариуполе.

## Награды и звания
Награждён орденами Трудовой Славы 1-й, 2-й, 3-й степеней:3 ст. 11.03.1976 № 160975
2 ст. 31.03.1981 № 14328
1 ст. 03.06.1986 № 308
- медалями